# Aleksandr But´ko
Aleksandr Anatoljewicz But´ko (ros. Александр Анатольевич Бутько, biał. Аляксандр Анатольевіч Буцько, Alaksandr Anatoljewicz Bućko; ur. 18 marca 1986 w Grodnie) – białoruski i rosyjski siatkarz. 

## Sukcesy klubowe
Mistrzostwo Białorusi:
- 2002, 2003

Mistrzostwo Rosji:
- 2016, 2017, 2018
- 2004, 2007, 2008, 2009, 2014, 2019, 2020
- 2012

Liga Mistrzów:
- 2013, 2016, 2017, 2018
- 2019
- 2009

Puchar Rosji:
- 2010, 2011, 2017, 2018, 2019

Klubowe Mistrzostwa Świata:
- 2017
- 2013, 2016
- 2019

Superpuchar Rosji:
- 2016, 2017, 2018, 2020

## Sukcesy reprezentacyjne
Liga Światowa:
- 2009

Memoriał Huberta Jerzego Wagnera:
- 2011, 2018
- 2017

Puchar Świata:
- 2011

Igrzyska Olimpijskie:
- 2012

Mistrzostwa Europy:
- 2017

## Nagrody indywidualne
- 2009: Najlepszy rozgrywający Ligi Mistrzów
- 2013: Najlepszy rozgrywający Ligi Mistrzów
- 2017: Najlepszy rozgrywający Klubowych Mistrzostw Świata
- 2018: Najlepszy rozgrywający Ligi Mistrzów

## Odznaczenia
- Order Przyjaźni (13 sierpnia 2012) – za wielki wkład w rozwój kultury fizycznej i sportu, wysokie osiągnięcia sportowe na zawodach XXX Olimpiady 2012 roku w mieście Londynie (Wielka Brytania)[3]
- Zasłużony Mistrz Sportu Rosji (20 sierpnia 2012)